# 原虫
原虫（げんちゅう）とは、真核単細胞の微生物であって動物的なものを指す語。もともと原生動物と同義であったが、現在では寄生性で特に病原性のあるものについて言うことが多い。これは寄生虫学において単細胞の寄生虫を原虫として区分していることによる。また病理学方向からは、病原体の大部分は細菌類なので、そうでないものをこう呼ぶ。
すなわち、ある病気があって、その病原体を探したときに、発見された生物が単細胞生物的で、真核細胞であり、すなわち細菌類ではなく、菌糸のような構造を持たず、つまり菌類とは思われない場合に、これにこの名を付ける。基本的に運動性があればこの名を与える。
先進諸国では衛生状態が良いため、原虫による病気は過去のものとされているが、近年、日本国内においても水道水中からクリプトスポリジウムが発見されるなど、目に見えていないだけで汚染は深刻であるという意見もある。

## 原虫による寄生虫病
- マラリア
- リーシュマニア症
- クリプトスポリジウム症
- トリパノソーマ症
  - アフリカ睡眠病
  - シャーガス病
  - ナガナ病
- トリコモナス症
- トキソプラズマ症
- バベシア症
- アメーバ赤痢
- 腸ジアルジア症

### 原虫による動物の病気
- 馬原虫性脊髄脳炎
- ピロプラズマ症
  - アルゼンチナ病
- 大型ピロプラズマ症
- 小型ピロプラズマ症
- 黒頭病
- サルコシスチス症
- 鶏マラリア
- 鶏コクシジウム症
- 鶏ロイコチトゾーン症
- ヘキサミタ症
- 犬ヘパトゾーン症
- ウサギコクシジウム症
- ノゼマ病

なおニューモシスチス肺炎（旧 カリニ肺炎）の病原体であるニューモシスチス・イロベチイ（旧 ニューモシスチス・カリニ）は以前は原虫と考えられていたが、最近の研究から原虫ではなく真菌であるとされている。